# Акхак-кола
«Акхак-кола» (баш. « Аҡһаҡ ҡола») — башкирский эпос, памятник устного народного творчества. Повествует о наказании за жестокость и вероломство.

## Описание
Произведение записано в стиховорной и прозаической форме. Впервые записан в 1907 году М. А. Бурангуловым в д. Ильяскино Бузулукского уезда Самарской губернии (ныне д. Верхнеильясово Красногвардейского района Оренбургской области) от Хасана Бурангулова.
Другие названия. «Аҫҡаҡ ҡола» («Аскак кола»), «Бишҡолон» («Пять жеребят») были записаны К.Мэргэном, Ф. А. Надршиной, М. М. Сагитовым, Н. Д. Шункаровым.
В основе сюжета «Акхак-кола» лежат проблемы социальной несправедливости и классовых противоречий, дано описание быта и обычаев башкир.

## Сюжет
Акхак кола (Хромой саврасый) — конь, потомок благородных коней, вышедших со дна озера Шульган, сбегает от жестокого хозяина с табуном лошадей. Хозяин настигает коней и просит их вернуться, обещая при этом хороший уход. Когда лошади поворачивают домой, хозяин нарушает клятву и стреляет из лука в Акхак колу. Раненый конь ударом копыта убивает хозяина.